# Sofar

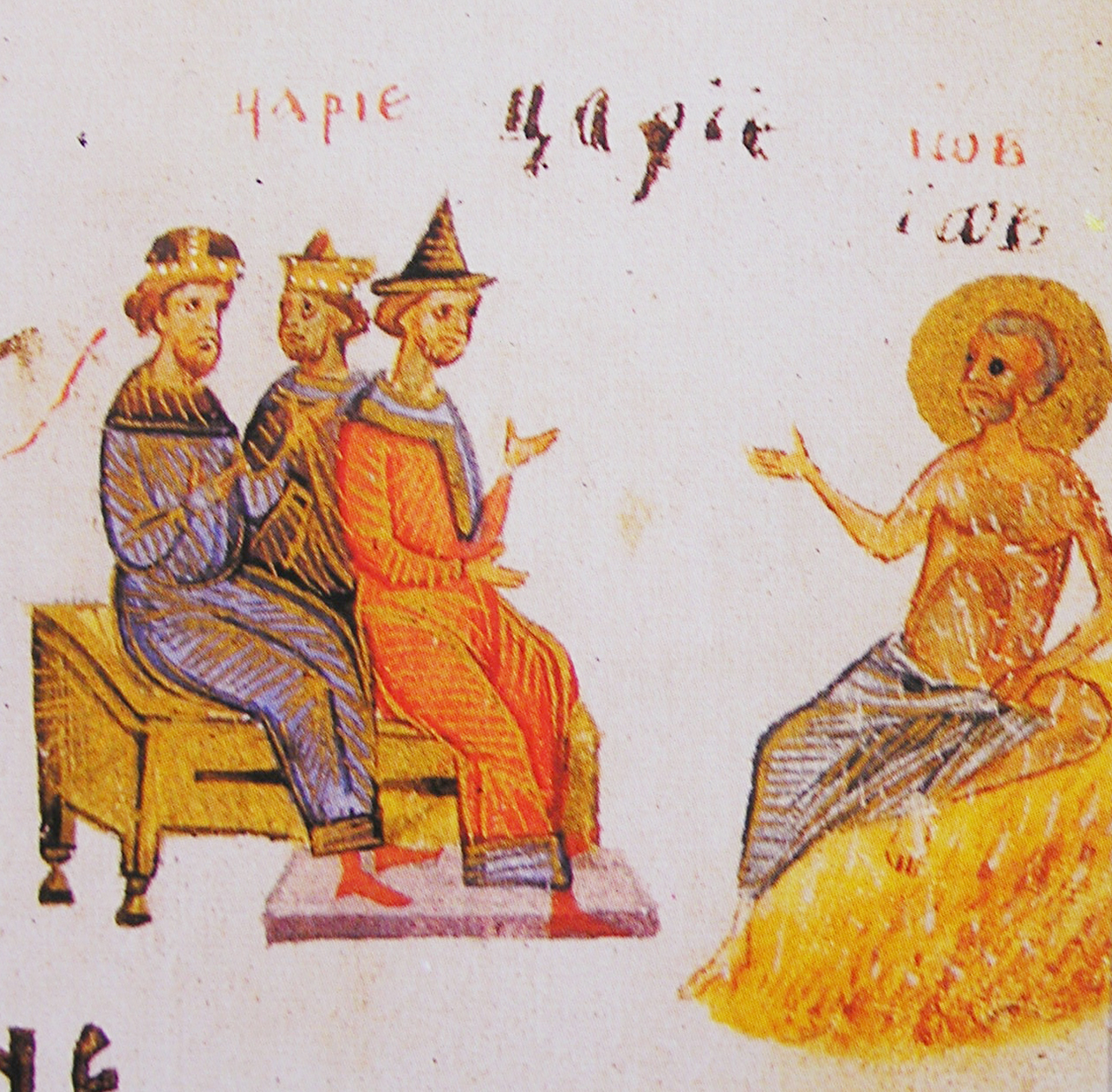
Hiob z przyjaciółmi (Psalterz Kojowski z 1397 r.)

Sofar – postać biblijna ze Starego Testamentu. Pochodził z Naamy, lub Namy.
Jeden z trzech przyjaciół Hioba, którzy przyszli, gdy spadły na niego nieszczęścia.
Pojawia się w Księdze Hioba 2,11 nn.